# John Simon (Musiker)
John Simon (* 11. August 1941 in Norwalk, Connecticut) ist ein Rock-Produzent, -Pianist und -Keyboarder.
Bereits als kleines Kind bekam Simon Unterricht für Klavier und Violine, und noch ehe er zehn Jahre alt wurde, schrieb er seine ersten Songs. Als Teenager war er Bandleader und -komponist verschiedener Bands seiner Schule und schrieb zwei Musicals. Anfang der 1960er Jahre bekam er einen Job als Produzent bei Columbia Records und produzierte zunächst nur recht unbekannte Interpreten, wie zum Beispiel Joseph McCarthy, das Charles Lloyd Quartet, die Sunset Serenaders und Frankie Yankovic. Kommerziell erfolgreich wurde er erstmals 1966 als Produzent der Single Red Rubber Ball von The Cyrkle (eine Komposition von Paul Simon und Bruce Woodley).
Damit begann Simons Karriere als Top-Produzent. 1967 war er beim Monterey Pop Festival dabei, wo er Peter Yarrow kennenlernte. Gemeinsam mit diesem produzierte er 1968 den Soundtrack zum Film You Are What You Eat. Zur gleichen Zeit machte Simon die Bekanntschaft von Howard Alk, der ihn wiederum der Band vorstellte, die damals noch nicht berühmt war. Simon mochte den Sound der Band und entschloss sich, ihnen zu helfen. Er machte sie zunächst zur Backing-Band von Tiny Tim, den er zu dieser Zeit gerade produzierte. Später nahm er zusammen mit der Band auch den Demo-Take auf, der ihnen zur Berühmtheit verhelfen sollte.
1968 war Simon außerdem Produzent von Simon and Garfunkels Bookends, Cheap Thrills von Big Brother and the Holding Company, Child Is Father to the Man von Blood, Sweat & Tears und Leonard Cohens Songs of Leonard Cohen, alle auf Columbia Records. Hinzu kamen Cass Elliots Dream a Little Dream of Me und Gordon Lightfoots Did She Mention My Name auf anderen Labels und er spielte auf Late Again von Peter, Paul & Mary. Als krönenden Abschluss des Jahres produzierte Simon Music from Big Pink von The Band, ihr Debütalbum.
1969 begann für Simon mit den Produktionen von The Bands The Band und The Electric Flags The Electric Flag. Auf Anraten von Paul Simon und Dylan-Produzent Alan Grossman unterschrieb Simon schließlich als Solo-Künstler bei Warner Brothers und veröffentlichte 1970 sein Debüt John Simon’s Album, auf dem Musiker wie Garth Hudson, Richard Manuel, Cyrus Faryar, Rick Danko, Leon Russell, Jim Gordon, Delaney Bramlett, Jim Price, Carl Radle, Rita Coolidge, Bobby Whitlock und Jean Millington spielen. Ansonsten produzierte er in diesem Jahr lediglich Down Home von Seals & Crofts.
1972 veröffentlichte Simon ein zweites Solo-Album namens Journey. Während der 70er Jahre betätigte sich Simon häufig auch als Studiomusiker, zum Beispiel für Eric Clapton, Howlin’ Wolf, Taj Mahal, Dave Mason und Jesse Ed Davis. Außerdem arbeitete er unter anderem mit John Martyn, Al Kooper, David Sanborn, Steve Forbert, Cyrus Faryar, Gil Evans, John Hartford, Michael Franks, Martin Mull und auch weiterhin mit The Band zusammen. Gemeinsam mit Robbie Robertson schrieb er das Stück Davy's on the Road Again, welches 1978 von Manfred Mann’s Earth Band aufgenommen und auf dem Album Watch veröffentlicht wurde.
In den 1980er und 1990er Jahren produzierte Simon u. a. Alben von Emmylou Harris, John Sebastian, Winter Hours, Biréli Lagrène, der Kips Bay Ceili Band, Pierce Turner und Christine Lavin. Bis heute ist Simon noch in der Musikszene aktiv.
| Personendaten    | Personendaten                            |
| ---------------- | ---------------------------------------- |
| NAME             | Simon, John                              |
| KURZBESCHREIBUNG | US-amerikanischer Rockmusikproduzent     |
| GEBURTSDATUM     | 11. August 1941                          |
| GEBURTSORT       | Norwalk, Connecticut, Vereinigte Staaten |